# Знаменская улица (Калуга)
Зна́менская улица — улица, в исторической части Калуги, проходит, следуя изгибу русла Оки, от улицы Луначарского до улицы Краснопивцева. Протяжённость улицы около 950 м.

## История

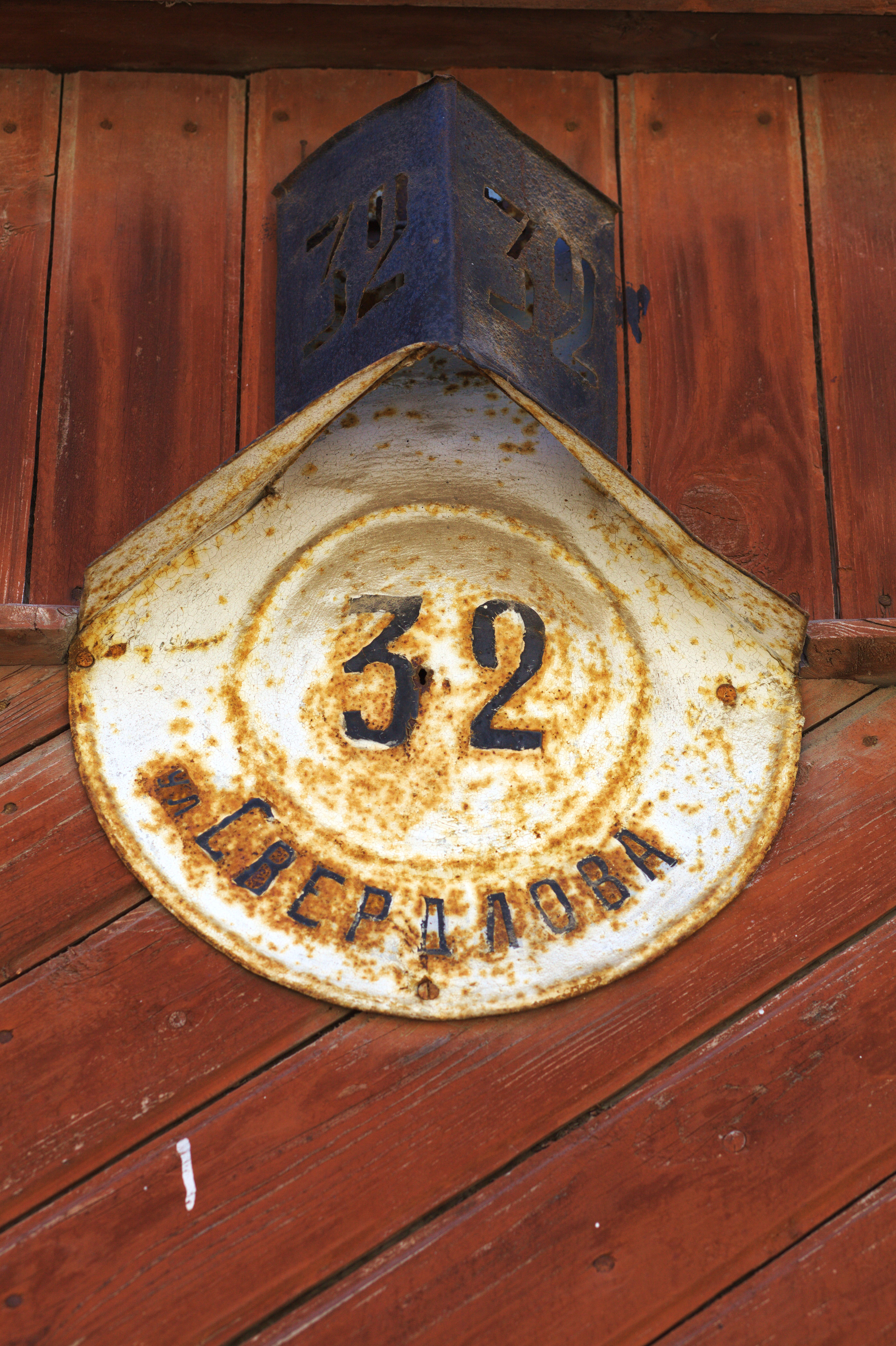
наследие былых времён

Улица была запланирована на градостроительном плане Калуги 1778 года, в своей начальной части прошла по линии уже существовавшей здесь улицы.
Историческое название — Знаменская — дано по располагавшейся на улице Знаменской церкви.
С установлением советской власти получила имя видного деятеля Советской России Якова Свердлова (1885—1919).
При освобождении Калуги в декабре 1941 года от немецко-фашистских оккупантов на улице шли ожесточённые бои, в годы Великой Отечественной войны застройка улицы понесла значительный урон
Историческое название было возвращение улице в 1991 году.

## Достопримечательности
д. 1 — жилой дом
д. 2 — жилой дом

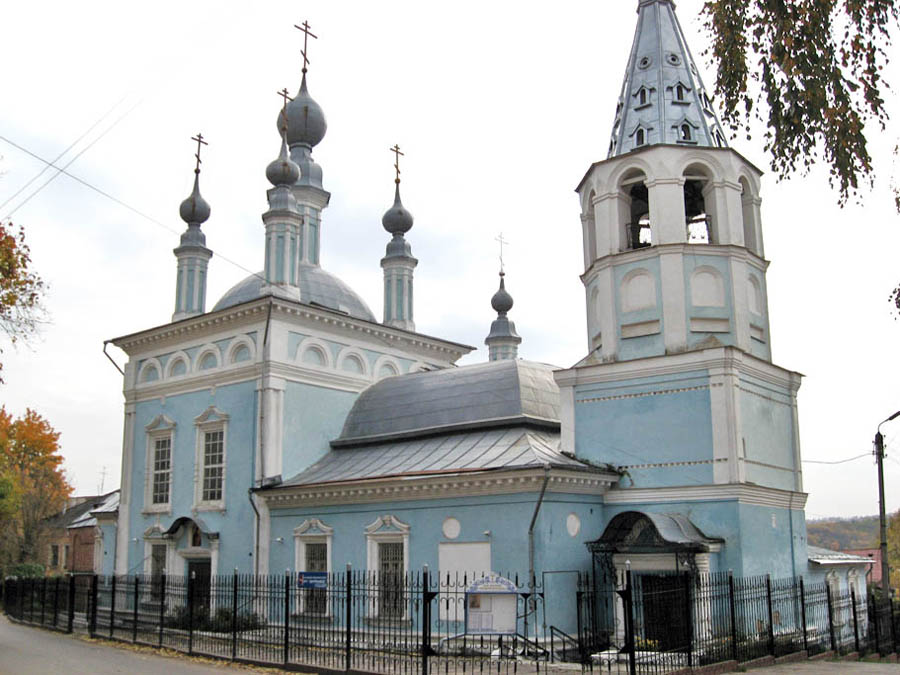
Церковь иконы Божией Матери «Знамение»

д. 2,к.1 — Церковь иконы Божией Матери «Знамение»
д. 44 — жилой дом, калужский «дом Павлова»

## Известные жители
(исторический дом не сохранился, находился в районе современного д. 16А) В. Д. Виноградов
д. 34 (не сохранился) — Серафим Туликов
М. М. Днепровский